# Castellas de Tournemire
Le castellas de Tournemire est une forteresse médiévale en ruines située sur la commune de Moulès-et-Baucels.
Il se trouve sur le domaine de Blancardy, à quelques kilomètres à l’est de Ganges. Établi au pied de la montagne du Bois de Laroque, il commande une large plaine qui s’ouvre entre la route de Saint-Hippolyte-du-Fort (l’antique voie des Ruthènes) au nord, et le cours épisodique du Merdanson au sud. En face, s’élèvent, à peu de distance l’un de l’autre, le château de Ginestoux (avec sa tour quadrangulaire haute de 25 m) et celui des Oliviers, tous deux de fondation ancienne.

## Histoire
Le castellas de Tournemire fait l'objet d'une inscription au titre des Monuments historiques depuis février 2025.